# Thạch Chi
Thạch Chi (石祇, Shí Zhǐ) (?-351) là hoàng đế cuối cùng của nước Hậu Triệu trong lịch sử Trung Quốc. Ông là người cuối cùng trong bốn hoàng đế Hán Triệu có thời gian trị vì ngắn ngủi sau cái chết của Thạch Hổ. Ông cũng được đề cập tới với tước hiệu trước khi trở thành hoàng đế là Tân Hưng vương (新興王).
Sử sách gần như không nói gì về sự nghiệp của Thạch Chi trong thời gian trị vì của phụ thân ông, kể cả khi ông được lập làm vương. Khi cha ông qua đời, ông đang giữ tước hiệu Tân Hưng vương. Năm 349, khi hoàng huynh Thạch Giám trở thành hoàng đế bù nhìn, quyền lực trên thực tế rơi vào tay người cháu trai nuôi người Hán tên là Thạch Mẫn, Thạch Chi đã nổi dậy ở cố đô Tương Quốc (襄國, nay thuộc Tân Thái, Hà Bắc), liên minh với tộc trưởng Khương là Diêu Dặc Trọng và tộc trưởng Đê Bồ Hồng. Họ đã có một số thành công bước đầu trong việc đưa những người không phải là người Hán trong đế quốc cùng mình chống lại Thạch Mẫn, song sau đó người Hán đã liên kết lại xung quanh Thạch Mẫn, người này đã cải lại sang họ của cha đẻ là Nhiễm (冉). Đầu năm 350, Nhiễm Mẫn giết chết Thạch Giám và lập nên nước Ngụy (魏). Thạch Chi sau đó xưng đế, và tham gia cuộc chiến chống lại Nhiễm Mẫn. Trong lúc này, các tướng lĩnh địa phương trên toàn đế quốc đang chờ xem ai là người chiến thắng trong cuộc chiến, còn các nước lân cận là Tấn và Tiền Yên bắt đầu xâm phạm lãnh thổ Hậu Triệu. Tiền Yên, đã chiếm được vùng đất mà nay là Bắc Kinh, Thiên Tân, và bắc bộ Hà Bắc và tiếp tục tiến quân về phía nam.
Cuối năm 350 và đầu năm 351, con trai của Bồ Hồng là Phù Kiện (Bồ Hồng đã cải họ từ Bồ (蒲) sang Phù (苻) năm 350) đã chiếm phần phía tây của Hậu Triệu, xưng làm "Thiên Vương" và lập nước Tiền Tần. Thạch Chi, để tâm vào cuộc chiến với Nhiễm Mẫn nên không thể làm gì. Khi bị Nhiễm Mẫn bao vây tại Tương Quốc, ông đã tự hạ tước hiệu của mình từ đế thành Triệu vương và tìm kiếm sự giúp đỡ từ vua Tiền Yên Mộ Dung Tuấn chống lại Nhiễm Mẫn, người này ban đầu đồng ý liên minh với Thạch Chi để tạm thời đánh bại Nhiễm Mẫn. Thạch Chi sau đó cử tướng Lưu Hiển (劉顯) đến đánh Nhiễm Mẫn ở Nghiệp thành, song Lưu Hiển không những bị Nhiễm Mẫn đánh bại mà còn bị làm cho kinh hãi đến nỗi đã đồng ý với Nhiễm Mẫn rằng sẽ giết chết Thạch Chi. Khi Lưu Hiển trở về Tương Quốc, ông đã bắt và giết chết Thạch Chi cùng các triều thần cấp cao, mang thủ cấp đễn chỗ Nhiễm Mẫn. Nhiễm Mẫn đốt thủ cấp của Thạch Chi giữa phố tại Nghiệp thành. Hậu Triệu diệt vong.